# Kurnyj
Kurnyj (ukr.  Курний; hist. Demnia) – wieś na Ukrainie w rejonie lwowskim (wcześniej w rejonie przemyślańskim) obwodu lwowskiego.

## Historia
Przed 1939 r. wieś Demnia w gminie Dunajów, w powiecie przemyślańskim, w województwie tarnopolskim.